# Efe Halil Özarslan
Efe Halil Özarslan (* 3. Januar 1990 in Mersin) ist ein türkischer Fußballspieler.

## Karriere

### Verein
Özarslan begann mit dem Vereinsfußball in der Jugend Amateurvereins Çiftlikköy Adonisspor in seiner Heimatstadt Mersin. Hier wurde er 2004 von den Talentjägern Gençlerbirliği Ankaras entdeckt und zur Jugendabteilung dieses Vereins geholt. Im Sommer 2008 einen Profivertrag erhielt er bei Gençlerbirliği einen Profivertrag, wurde aber weiterhin zweieinhalb Jahre lang nur in der Jugend- bzw. Reservemannschaft eingesetzt. Um ihm Spielpraxis in einer Profiliga zu ermöglichen, wurde er für die Rückrunde der Spielzeit 2009/10 an Adana Demirspor ausgeliehen. Die Saison 2010/11 spielte er als Leihspieler bei Hacettepe SK und die 2010/11 bei Bucaspor. Bei letzterem überzeugte er auf Anhieb, sodass Bucaspor zur Saison 2011/12 die Kaufoption zog und Özarslan verpflichtete.
Zum Sommer 2013 verhandelte er nach eigenen Angaben mit den Istanbuler Traditionsverein Beşiktaş. Nach diesen Transfergerüchten wurde er von Bucaspor aus dem Kader suspendiert. Mitte Juni 2013 wechselte er innerhalb der Liga zum Verein seiner Geburtsstadt, zu Mersin İdman Yurdu.
Im Januar 2016 wechselte er zum Zweitligisten Karşıyaka SK. Nachdem er mit diesem Klub zum Sommer 2016 den Klassenerhalt verfehlt hatte, zog er zur neuen Saison zu Boluspor weiter. In der Wintertransferperiode 2016/17 wurde er vom Erstligisten Kayserispor verpflichtet, aber bereits nach einer halben Saison wieder freigestellt.

### Nationalmannschaft
Özarslan spielte 2009 zweimal für die türkische U-19-Nationalmannschaft. 2014 debütierte er für die zweite Auswahl der türkische Nationalmannschaft, für die türkische A2-Nationalmannschaft.

## Erfolge und Titel
Mit Mersin İdman Yurdu
- Playoff-Sieger der TFF 1. Lig und Aufstieg in die Süper Lig: 2013/14